# BMW R 1100-serie
De R 1100-serie is een serie motorfietsen van het merk BMW. Dit was een serie lucht/oliegekoelde tweecilinderboxermotoren die na de komst van de viercilinder-K 100-serie en K 1100-serie aan de aanhoudende vraag van klanten naar tweecilinderboxermotoren én de strenger wordende milieu-eisen moest voldoen.

## Voorgeschiedenis
Vanaf de introductie van de R 32 in 1923 had BMW tot eind 1983 vastgehouden aan de luchtgekoelde langsgeplaatste tweecilinderboxermotoren met cardanaandrijving. Deze machines waren redelijk met hun tijd meegegaan. Ze hadden kopklepmotoren gekregen, die steeds groter en sterker werden, men had monolever- en later paraleverachtervering ontwikkeld, waardoor niet alleen een enkelvoudige achterwielophanging werd gecreëerd, maar ook de cardanreacties tot het verleden behoorden. Met de komst van de /7-serie in 1976 bereikten deze motorfietsen hun hoogtepunt, maar feitelijk ook hun eindstation. De buitenlandse concurrentie bouwde al jaren zeer snelle viercilinders, die vermogens bereikten die met het oude boxerconcept niet meer haalbaar waren. Toen men in Japan ook nog vloeistofkoeling ging toepassen kon BMW niet volgen. Bovendien werden de milieu-eisen steeds strenger. Daarom besloot men begin jaren tachtig ook over te gaan op vloeistofgekoelde viercilinders, die vorm kregen in de K 100- en K 1100-serie. Naast deze series werden nog wel 800cc-allroadmotoren met boxermotoren geleverd, die zeer populair waren geworden vanwege hun zeer goede rijeigenschappen én de successen die ermee behaald werden in de Dakar-rally. Zij waren aangepast voor het gebruik van loodvrije benzine en hoefden geen topvermogens te leveren. Na de introductie van de K 100-serie kwamen er echter veel verzoeken van klanten, dealers en importeurs om tóch de zwaardere 1000cc-boxers te blijven leveren. Als tussenoplossing bracht BMW de R 100 Classic-serie op de markt. Dit waren weliswaar 1000cc-boxers, maar gebaseerd op de nieuwe 800cc-blokken. Ze leverden niet meer de 70 pk van voorheen, maar waren teruggetuned naar ongeveer 60 pk. Om de uitlaatgassen schoner te maken werden ze uitgerust met het Sekundär Luft System, dat lucht vanuit het luchtfilter in de uitlaat perste om de laatste restjes onverbrande benzine alsnog te verbranden. Met deze serie motorfietsen creëerde BMW zichzelf de tijd om iets heel nieuws te ontwikkelen, een nieuwe boxermotor, die nog jaren mee zou kunnen.

### Prototype
Eerste "spionagefoto's" uit 1991 toonden een sportmotor met een heel nieuwe boxermotor, waarvan de cilinders veel hoger zaten dan bij de oude boxers. Er was brandstofinjectie aan boord en een vreemde voorwielophanging, die later bekend zou worden als "telelever". Achter was het al bekende paraleversysteem toegepast, maar niet meer met de enkele schokdemper rechts op de cardantunnel. Het prototype had een linksysteem met een centrale schokdemper. Het frame zag er tamelijk conventioneel uit en was gebouwd door de Nederlandse framebouwer Nico Bakker. Het vertoonde zeer sterke gelijkenis met het aluminium brugframe dat al eerder bij het R 1 prototype was gebruikt. De fotoserie van deze machine bestond uit haarscherpe foto's die in alle rust en van dichtbij waren genomen tijdens een testsessie met de testrijder Dähne. Maar er bestond ook al een onscherpe rijfoto van een blauwe R 1100 RS, die weinig gelijkenis vertoonde met het sportmodel met Bakker-frame.

## R 1100-serie
Toen in de zomer van 1993 de R 1100-serie (de R 1100 RS als eerste) op de markt kwam, bleken de machines inderdaad te bulken van nieuwe technieken. De hele machine was feitelijk opgehangen aan de motor, een frame was nauwelijks aanwezig. De constructie was uitermate licht, het ontwerp vlot en vooral smal. De berijder zat zeer laag, achter een sterk oplopende tank bijna "in" de motor. Er was een uitgebreid ergonomiepakket aan boord. De voorwielophanging (telelever) was revolutionair en feitelijk, na veel experimenten met naaf- en fuseebesturing, de eerste geslaagde poging de stuur- en veerfuncties van de voorvork te scheiden, waardoor een automatisch anti-duik effect ontstond.

### Motor
De 1085cc-boxermotor was de grootste boxer die BMW ooit gemaakt had. Hij had luchtgekoelde cilinders, maar de cilinderkoppen kregen een zekere mate van oliekoeling, om te voorkomen dat de temperatuur rond de uit- en inlaatkanalen te hoog werd. In elk van de cilinderkoppen zaten vier kleppen en een korte, door een ketting aangedreven nokkenas. De aandrijving ging overigens via een tussenas die onder de krukas lag. Dit was nodig om de distributieverhouding (draaisnelheid krukas : nokkenas = 2 : 1) te realiseren. Dat vereist normaal gesproken een groot nokkenastandwiel, maar daar was binnen in de cilinderkoppen geen plaats voor. De nokkenassen zaten niet boven de kleppen, zodat toch nog korte stoters en tuimelaars nodig waren om de kleppen te bedienen. De brandstofinjectie en de ontsteking werden aangestuurd door een Bosch Motronic-systeem. Het blok kon kort gebouwd worden door de dynamo, die vroeger aan de voorzijde van de krukas zat, boven op de motor te plaatsten, aangedreven door een riem. Opvallend was dat BMW niets had gedaan om het "kantelmoment" van de in de lengterichting draaiende krukas te neutraliseren. Bij de K-modellen had men een aantal componenten, zoals de hulpas, koppeling en dynamo, tegengesteld laten draaien. Volgens de fabriek wilde men bij de boxers dit "vertrouwde" gevoel juist behouden. Een vreemde filosofie, want men zal toch ook nieuwe kopers hebben willen aantrekken. Kostenbesparing en eenvoudiger constructie zijn meer logische en niet minder acceptabele redenen.

### Rijwielgedeelte
Van een frame was eigenlijk geen sprake. Door het vervangen van de telescoopvork door het teleleversysteem hoefde er geen versterkt balhoofd te zijn, omdat de optredende krachten (spoorkrachten, remkracht en reactiekrachten bij het inveren) werden opgevangen door de triangel die in het motorblok scharnierde. Ook de onderste kroonplaat was vervallen. BMW kon dankzij het sterke motorblok het Compact Drive System, dat op de K 100-serie was geïntroduceerd, nog verder doorvoeren. Er liepen enkele steunen van het motorblok naar het bovenste bevestigingspunt van het telelever, een centrale schokdemper veerde van daar uit de triangel af. Verder zat boven op het motorblok een subframe dat naar achter liep en daar het achterframe ging vormen, voor het bevestigen en dragen van het zitgedeelte, de uitlaat en de centrale schokdemper van het paraleverachterveersysteem. Al met al slechts enkele kilo's buis, het werk werd gedaan door motor en versnellingsbak. Zelfs de middenbok zat onder aan de versnellingsbak gemonteerd, want daar zat niets dat op een frame leek. De machine stond op driespaaks gietwielen, waarvan het achterste zoals inmiddels bij BMW normaal was enkelzijdig opgehangen was. Het remsysteem was van Brembo en bestond uit twee schijfremmen vóór en één achter.

### Aandrijflijn
De aandrijflijn was ten opzichte van andere BMW's niet veranderd. De R 1100-serie kreeg een enkelvoudige droge plaatkoppeling, een versnellingsbak met 5 versnellingen m.u.v de latere R1100S die met 6 versnellingen was uitgerust en cardanaandrijving.

### Uitrusting
Alle R 1100-modellen waren uitgerust met een ergonomiepakket, bestaande uit een in hoogte verstelbaar zadel en verstelbare stuurhelften, koppelings- en remhendels. Ook was het voor BMW typische systeem voor de richtingaanwijzers gebruikt, waarbij de linker richtingaanwijzer door een knop links op het stuur, de rechter door een knop rechts op het stuur werd ingeschakeld. Uitschakelen gebeurde via een derde schakelaar. Tegen meerprijs konden de machines worden uitgerust met een kofferset, een tanktas, alarmlichtschakelaar, diefstalalarm, handvatverwarming, valbeugels, een geregelde driewegkatalysator en ABS II. De kofferset kon alleen ge(de)monteerd worden met behulp van de contactsleutel, om diefstal tegen te gaan, een eensleutelsysteem dus. Er was geen ontsierend kofferrek gebruikt, maar een "onzichtbaar"; de handgrepen van de duopassagier fungeerden als bevestigingspunt voor de koffers. De koffers waren waterdicht en hadden dubbele handgrepen: om te openen beide lostrekken, om te verwijderen slechts een. Daarmee werd voorkomen dat een koffer open viel als hij verwijderd werd. De handgrepen lagen bij gemonteerde koffers onzichtbaar verzonken. Verder kon een digitaal informatiedisplay worden geleverd, waarop de olietemperatuur, het brandstofniveau en de ingeschakelde versnelling af te lezen waren.

### Kritiekpunten
Het reeds genoemde kritiekpunt was het typische kantelmoment van langsgeplaatste motoren. BMW had al aangetoond dit te kunnen tegengaan, en ook Honda had dit overgenomen bij de ST 1100 Pan-European. Verder bleken de machines vrij veel olie te verbruiken, hetgeen BMW's niet vreemd was. Bij ingereden motoren viel dit verbruik echter sterk terug. De "schakelklik", vooral het luidruchtig schakelen tussen de eerste en tweede versnelling, was er nog steeds. Overigens loste BMW dit meteen na de introductie van de R 1100 RS op en de GS had er geen last meer van. De enkele schokdemper in het telelever was bij de RS niet instelbaar. Dat was bij de GS wel het geval.

### R 1100 RS
De eerste machine uit de serie was de R 1100 RS, eigenlijk als opvolger van de R 100 RS, die al in 1992 uit productie was genomen. De R 1100 RS was duidelijk een sportieve toermachine, maar leek op geen enkele wijze op zijn voorganger. Terwijl de "oude" R 100 RS een deelbare stroomlijnkuip had, waarvan de onderkuip verwijderd kon worden, werd de nieuweling geleverd met twee verschillende kuipen: een volledige en een tophalf. De windbescherming was veel minder geworden. De stroomlijnkuip en het ruitje waren slank en smal uitgevoerd. De richtingaanwijzers zaten in de kuip geïntegreerd, maar de spiegels stonden ouderwets op "pootjes" op het stuur. De BMW-"nieren", die bij de K 100-serie in de radiateur verwerkt waren, waren niet vergeten. Ze zaten als optisch grapje onder de koplamp, als afdekking van de oliekoeler. Het voorspatbord was van een bijzonder ontwerp, en liep bij het model met de volledige stroomlijn door in kunststof beschermkappen voor de vorkpoten van de telelevervork. Bij het "kale" model was dat niet zo. De grootste bescherming van motor en berijder tegen opspattend water kwam echter van een onopvallend zwart plastic spatborddeel dat aan de achterkant van het "echte" spatbord zat. De buddyseat bestond uit twee delen, waarbij het voorste deel in hoogte verstelbaar was. Onder het zadel was een uitklapbare handgreep aangebracht om de motorfiets makkelijk op de middenbok te kunnen trekken. De beide uitlaatbochten kwamen onder de versnellingsbak samen in een grote demperpot, waarin ook de driewegkatalysator een plaats vond, en gingen daarna naar één einddemper aan de linkerkant. De machine had een hoog oplopende tank en juist een laag zadel, waardoor de berijder praktisch "in" de motor zat. De R 1100 RS werd in 2000 opgevolgd door de R 1150 RS. Er waren toen meer dan 26.000 exemplaren verkocht. De lezers van het blad Moto 73 verkozen de R 1100 RS in 1993 tot "motor van het jaar".

### R 1100 GS
De R 1100 GS werd in september 1993 aan het publiek voorgesteld tijdens de I.A.A. in Frankfurt. Dat gebeurde samen met de F 650, de R 100 R Mystic en de K 1100 LT Special Edition. De GS kwam echter pas begin 1994 bij de dealers. Mocht er nog iets van het behoudende of oubollige imago van BMW over zijn geweest, dan maakte de R 1100 GS daar korte metten mee. De styling van deze machine was nog nooit vertoond. Hij had een dubbel voorspatbord: een klein, nauwelijks zichtbaar plastic spatbordje, ongeveer zoals dat bij de R 1100 RS was, en daar boven een enorm snavelvormig exemplaar in de kleur van de motor. Dit spatbord vormde aan de bovenkant een soort windvanger voor de oliekoeler. De onderste telelever-draagarm liep goed zichtbaar naar het motorblok, onder een enorme 25 litertank door. Het stuur was "kippentkoppelt", het gaf de bewegingen van de telelevervork niet door aan de bestuurder, door toepassing van een kogelkoppeling in de kroonplaat. Aansluitend op de tank zat een enorm knalgeel tweedelig zadel. Net als de F 650 had de GS een klein plastic kapje over het achterwiel, om het achterspatbord te vervangen. De cockpit bestond uit een zeer klein ruitje, maar dat gaf toch behoorlijk wat windbescherming, omdat de rijder grotendeels verscholen zat achter de grote tank. Ondanks de lange veerwegen was de zithoogte toch binnen de perken gebleven, en het zadel was ook nog eens in hoogte verstelbaar. Ter vergroting van de bagagecapaciteit was een kofferset leverbaar, maar het achterste (duo) gedeelte van het zadel kon ook verwijderd worden, waarna een extra bagagerek beschikbaar werd. Hieronder zat een zeer netjes opgeborgen set boordgereedschap. In tegenstelling tot de RS was bij de GS de veervoorspanning van het telelever wél instelbaar, in vijf standen zelfs. De voorspanning achter kon zonder gereedschap met een draaiknop ingesteld worden. De GS was uitgerust met de kruisgespaakte wielen, zodat er ook tubelessbanden gebruikt werden. De cilinderkoppen waren gewijzigd: De compressieverhouding was iets lager dan bij de RS, de uitlaatspruitstukken en de nokkenassen aangepast. Daardoor werd een minder sportief motorkarakter verkregen. Mede door een andere chip in het Motronicsysteem leverde de GS volgens de fabrieksopgave iets (2 Nm) meer koppel en veel (10 pk) minder vermogen. In werkelijkheid presteerde de motor (bij metingen) veel beter. Katalysator en ABS II konden tegen meerprijs geleverd worden. Omdat een terreinrijder af en toe juist graag wíl dat het achterwiel blokkeert, was het ABS op de GS uitschakelbaar. Net als zijn voorgangers vanaf de R 80 G/S bleek de GS een uitstekende toermachine, met minder kwaliteiten in het zand. De R 1100 GS werd opgevolgd door de R 1150 GS, nadat er bijna 40.000 exemplaren geproduceerd waren.

### R 1100 R
De R 1100 R was de kale uitvoering van de R 1100-serie. Hij kwam in 1995 op de markt, gelijktijdig met een kleinere versie, de R 850 R. Vanwege de "kale" uitvoering waren er twee oliekoelers links en rechts boven beide cilinders gemonteerd. Bij de voorgaande modellen was de oliekoeler beter weggewerkt, in de kuip van de RS en in het spatbord van de GS. De R 1100 R kreeg de motor van de GS, waardoor het opgegeven vermogen 80 pk bedroeg. De machine was uitgevoerd met de nieuwe lichtmetalen driespaaks gietwielen, maar kon ook besteld worden met de kruisgespaakte wielen, waarmee tubelessbanden konden worden gebruikt. De voorremmen van de RS waren gebruikt, en de achterrem van de GS. Opvallend was het doorlopende duozadel, dat tot aan het achterlicht door ging. Vanwege het lage gewicht op het voorwiel was een stuurdemper gemonteerd. De zithoogte was verstelbaar. Als accessoire waren een losse toerenteller en een klokje leverbaar, naast natuurlijk het ABS II en een katalysator. De voorvering was niet instelbaar, de achtervering wel. Van de "R" werden ruim 26.000 exemplaren geproduceerd.

### R 1100 RT
De R 1100 RT werd in augustus 1995 gepresenteerd. Uiteraard gingen er al lang geruchten over een nieuwe grote toermotor, want het was een logische stap in de ontwikkeling van de R 1100-serie. Dat het wat tijd gekost had was logisch, want de toerkuip was in de windtunnel ontwikkeld en de machine was van alle mogelijke luxe voorzien. Er was een elektrisch verstelbare ruit gemonteerd en een verwarmingssysteem: de warme lucht uit de oliekoeler kon via een klep over de handen worden geleid. De handen van de berijder werden toch al uit de wind gehouden door de in de kuip geïntegreerde spiegels. De zithoogte was in drie standen instelbaar. Tot de standaarduitrusting hoorden verder een kofferrek en twee 33 literkoffers, die met het eensleutelsysteem werkten, een zijstandaard met automatische startonderbreking, alarmlichtinstallatie en een bandenreparatieset. In tegenstelling tot de rest van de R 1100-serie waren het ABS II en de geregelde driewegkatalysator op de R 1100 RT standaard gemonteerd. Het instrumentenpaneel en de schakelaars kwamen van de R 1100 RS, evenals het uitlaatsysteem, de motor en de versnellingsbak. Als "extra's" kon de klant nog kiezen voor een 30 litertopkoffer, handvatverwarming en een tanktas. De veervoorspanning van de achterveer kon met een draaiknop ingesteld worden. Toen de R 1100 RT door de R 1150 RT werd afgelost waren er bijna 55.000 stuks gebouwd. In 1997 was de R 1100 RT de meest verkochte motorfiets in Nederland.

#### Politiemotoren

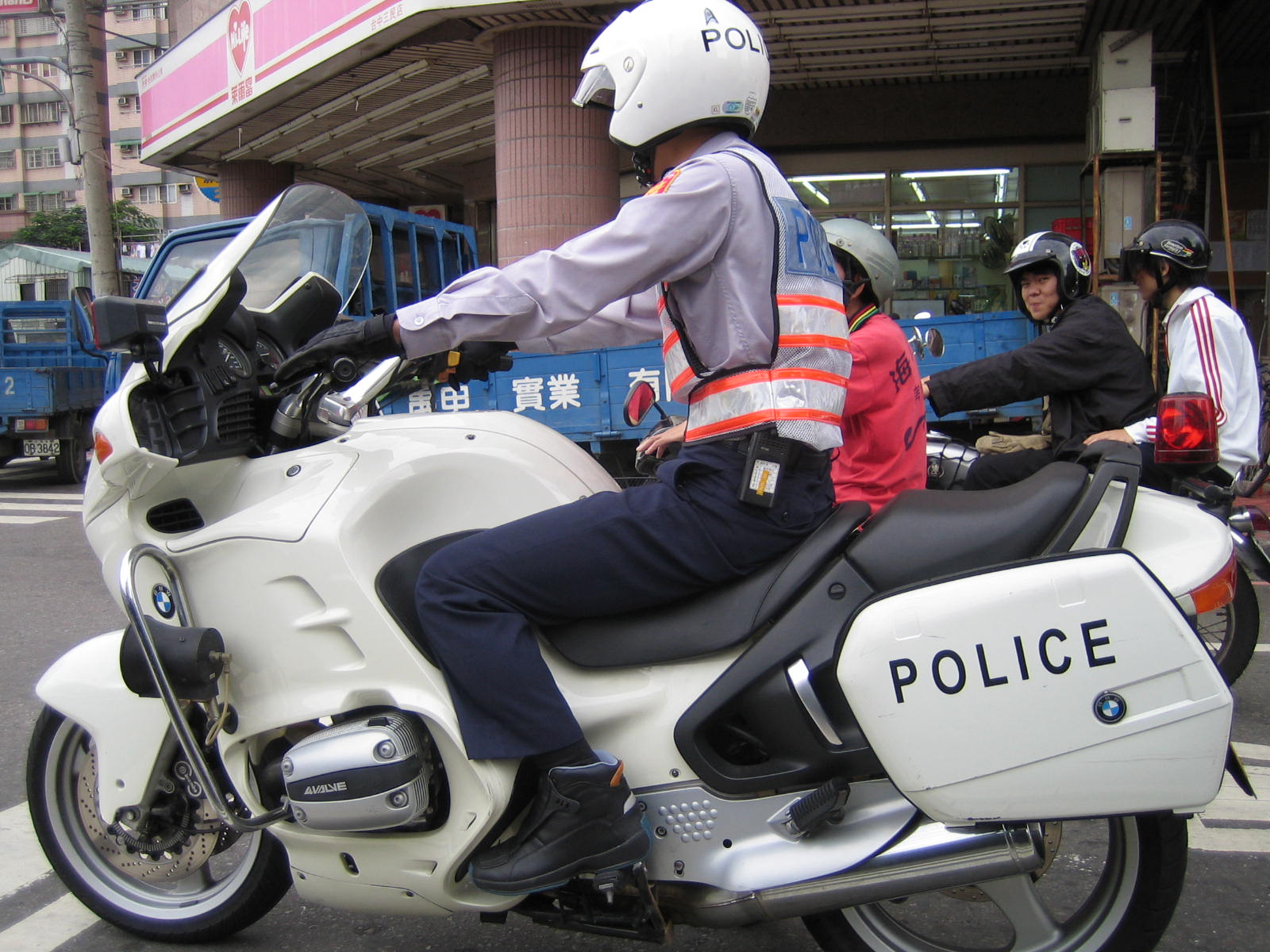
Taiwan

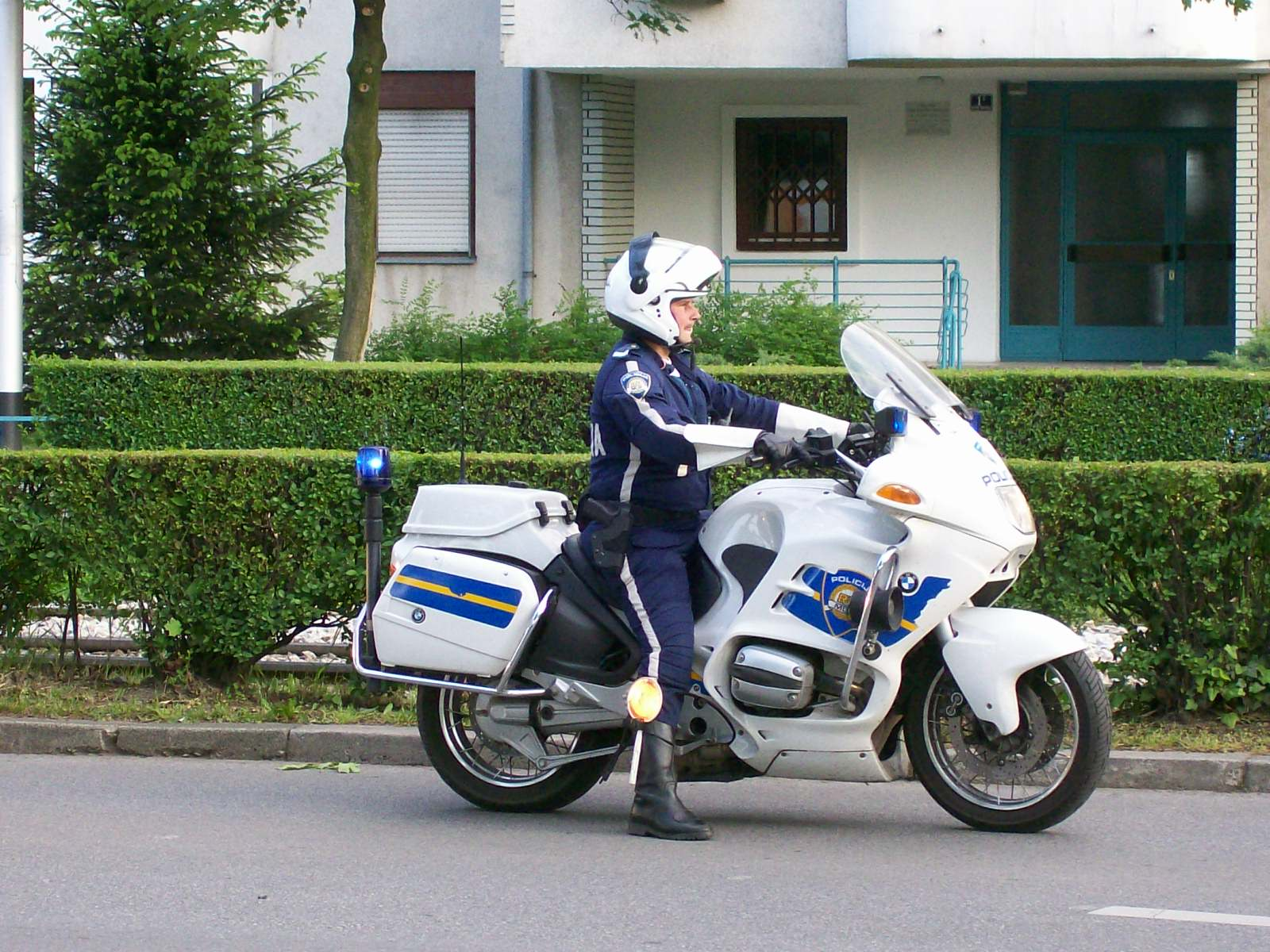
Kroatië

De R 1100 RT werd overal ter wereld ingezet als politiemotor. BMW maakte daar ook een speciale versie voor, die uiteraard voorzien was van de nodige "toeters en bellen", en op de plaats van de duopassagier was de mobilofoonkast gemonteerd. Verder is het opvallend dat de politiemodellen vrijwel zonder uitzondering zijn voorzien van de kruisspaakwielen, terwijl de "normale" RT de voor de R 1100-serie gebruikelijke lichtmetalen driespaaks gietwielen had.

### R 1100 GS "75", R 1100 R "75", R 1100 RT "75", R 1100 RS "75"
In 1998 vierde BMW het 75-jarige bestaan van haar motorfietsen. Daarom werden deze vier actiemodellen uitgebracht, die allemaal de benaming "75" achter hun typeaanduiding kregen. Ze waren standaard voorzien van ABS II en handvatverwarming, maar werden ook in afwijkende kleuren op de markt gebracht: De GS in rood-wit, de RT in zilver met een rood zadel, de R 1100 R in de BMW-huiskleuren zwart met witte biezen, en de R 1100 RS in rood-wit. Technisch weken de machines niet af van de normale modellen. Een uitvoering van de R 1100 GS met een zwart gespoten motorblok is in zeer kleine aantallen geleverd,ook als deel van deze jubileumserie.

### R 1100 S
Het eerste prototype van de R 1100 S dat in 1998 in Duitsland tentoongesteld werd, herinnerde aan zijn grootvader: de R 90 S. Men had dan ook zorgvuldig de oranjegele kleur (Daytona Orange heette dat in 1973) gekopieerd. BMW hield met de introductie van de "S" vast aan oude principes: men had nu twee sporttoerers in het programma: de inmiddels geïntroduceerde 130 pk sterke K 1200 RS en de R 1100 RS, en deze "S" moest de liefhebbers van pure sportmotoren bedienen. Daarom was er ook uitermate veel aandacht aan het uiterlijk besteed. De "S" kreeg de veel elegantere velgen en remmen van de K 1200 RS, en het uitlaatsysteem mondde uit in twee seatpipes, uitlaten die onder het zadel uit staken, en al eerder door Ducati waren toegepast. Er was een asymmetrische H 7-koplamp in de kuip gemonteerd, waaronder de bekende "nieren" als afdekking van de oliekoeler waren gebruikt. De tophalf kuip was erg smal uitgevoerd, waardoor de spiegels niet geïntegreerd konden worden. Die stonden dan ook op lange, zwarte pootjes op de kuip geschroefd. Er was veel aan gewichtsbesparing gedaan. Zo waren de telelevervork, de wielen, de accu en zelfs het motorblok lichter geconstrueerd. Voor ABS moest overigens toch weer een zwaardere accu gemonteerd worden. De zadelhoogte was niet in hoogte verstelbaar, de zitplaats voor de duopassagier was met een kapje afgedekt. Door een hogere compressieverhouding, een gewijzigd motormanagementsysteem en in- en uitlaattraject leverde de machine 98 pk bij 7.500 tpm. De drijfstangen waren versterkt en het smeersysteem was verbeterd. De wielbasis was ten opzichte van de RS iets korter en ook de naloop en de balhoofdhoek waren licht gewijzigd. Het voor- en achterframe waren van lichtmetaal. De draagarm van het paraleversysteem was niet meer in de versnellingsbak gelagerd, maar in het achterframe. De machine had zes versnellingen, net als de K 1200 RS. Als accessoires waren kofferset, handvatverwarming, een hoger stuur, hogere ruit en een bredere achtervelg met achterband leverbaar. Daarnaast kon met een sportpakket aanschaffen, met een stuurdemper en langere schokdempers, waardoor de motor hoger werd en meer grondspeling kreeg. De R 1100 S bleef veel langer in productie dan de rest van de serie, tot 2006, en kreeg in de R 1150-serie geen opvolger. Hij werd opgevolgd door de R 1200 S.

### R 1100 S Sport Edition
De BMW R 1100 S Sport Edition uit 2000 was door de Britse importeur samengesteld. Het was een R 1100 S waarin het sportpakket al was meegenomen. De BMW fabriek nam het idee over en bracht deze machine uit. De aanpassingen bestonden uit een 25 mm langere achterschokdemper, een stuurdemper en de bredere achtervelg met een 180/55-17 achterband (de originele band was 170/60-17). Door de wijziging nam de zithoogte iets toe, maar vooral de grondspeling, hetgeen voorkwam dat de cilinders snel de grond raakten in bochten. Ook de balhoofdhoek was iets steiler en de naloop iets korter dan normaal, waardoor de rechtuitstabiliteit iets moest inboeten ten gunste van de stuureigenschappen.

### R 1100 RS Edition, R 1100 RT Edition
In 2002 bracht BMW van deze beide modellen uitloopversies uit. Zij waren standaard uitgerust in two-tone-lak, en daarnaast voorzien van kofferdragers, ABS en handvatverwarming, zaken die bij de andere modellen extra bijbesteld moesten worden. Bij de RT waren de koffers meegeleverd en zelfs in de kleur van de motor gespoten. Bij de RS moesten de koffers extra besteld worden. Dergelijke uitloopmodellen worden uitgebracht als een serie motorfietsen tegen het einde van haar productie loopt. In dit geval was de R 1150-serie zelfs al te koop.

### R 1100 S BoxerCup Racer
De BMW BoxerCup startte in 2000 en was een initiatief van de Belgische BMW importeur. Op basis van de R 1100 S werden racemachines gebouwd en geleverd via het normale dealernetwerk. Zo ontstond een laagdrempelige raceklasse, waarbij elke coureur op basis van afspraken met zijn dealer de racer zo duur kon maken als hij zelf wilde. De BoxerCup races werden gekoppeld aan andere wedstrijden, zoals het Open Nederlands Kampioenschap wegrace. Ze vormden daar een populaire klasse. De BMW's hadden geen eigen pit, maar werden onderhouden in een grote tent door monteurs van BMW Belgium. De kosten voor reparaties gingen dan naar de dealer van de betreffende coureur. De BMW's werden aan de coureurs verkocht voor de catalogusprijs (in Nederland zónder BPM) en daarbij ongeveer fl 6.000,= voor de ombouwkit, bestaande uit het Laser-uitlaatsysteem, aangepaste vering voor en achter, tophalf (zonder koplamp), carbonfiber kleppendeksels, een stuurdemper, bredere achtervelg en band en met staal omvlochten remleidingen. De BMW-fabriek pakte het initiatief op en zette bekende namen in deze klasse in, zoals Randy Mamola.

### R 1100 S BoxerCup Replica
In 2002 bracht BMW de R 1100 S BoxerCup Replica op de markt, in de wit/blauwe kleuren van de originele racers, en gesigneerd door coureur Randy Mamola. De Replica had net als de racer en de Sport Edition uit 2000 een langere achterveer en een bredere achterband. Van de racer kwamen de carbonfiber kleppendeksels. In 2004 kreeg de machine de spiegels van de R 1150 GS, omdat die voor circuitgebruik sneller te verwijderen waren, dubbele ontsteking en een race-uitlaatsysteem van het merk Laser.

## Technische gegevens
| Periode                   | 1993-2001                                                          | 1994-2001                                                          | 1995-2001                                                          | 1995-2001                                                          | 1998-2006                                                          | 2000                                                               | 2000-2004                                                          | 2002-2004                                                          |  |  |
| Productieaantal           | 26.403                                                             | 39.842                                                             | 26.073                                                             | 54.751                                                             | 7.745                                                              | onbekend                                                           | onbekend                                                           | onbekend                                                           |  |  |
| Categorie                 | sporttoerer                                                        | allroad                                                            | naked bike                                                         | toermotor                                                          | sportmotor                                                         | sportmotor                                                         | productieracer                                                     | sportmotor                                                         |  |  |
| Motortype                 | kopklepmotor                                                       | kopklepmotor                                                       | kopklepmotor                                                       | kopklepmotor                                                       | kopklepmotor                                                       | kopklepmotor                                                       | kopklepmotor                                                       | kopklepmotor                                                       |  |  |
| Bouwwijze                 | langsgeplaatste tweecilinderboxermotor                             | langsgeplaatste tweecilinderboxermotor                             | langsgeplaatste tweecilinderboxermotor                             | langsgeplaatste tweecilinderboxermotor                             | langsgeplaatste tweecilinderboxermotor                             | langsgeplaatste tweecilinderboxermotor                             | langsgeplaatste tweecilinderboxermotor                             | langsgeplaatste tweecilinderboxermotor                             |  |  |
| Boring                    | 99 mm                                                              | 99 mm                                                              | 99 mm                                                              | 99 mm                                                              | 99 mm                                                              | 99 mm                                                              | 99 mm                                                              | 99 mm                                                              |  |  |
| Slag                      | 70,5 mm                                                            | 70,5 mm                                                            | 70,5 mm                                                            | 70,5 mm                                                            | 70,5 mm                                                            | 70,5 mm                                                            | 70,5 mm                                                            | 70,5 mm                                                            |  |  |
| Cilinderinhoud            | 1085 cc                                                            | 1085 cc                                                            | 1085 cc                                                            | 1085 cc                                                            | 1085 cc                                                            | 1085 cc                                                            | 1085 cc                                                            | 1085 cc                                                            |  |  |
| Max. vermogen (opgegeven) | 66 kW/90 pk                                                        | 59 kW/80 pk                                                        | 59 kW/80 pk                                                        | 66 kW/90 pk                                                        | 72 kW/98 pk                                                        | 72 kW/98 pk                                                        | 77 kW/105 pk                                                       | 72 kW/98 pk                                                        |  |  |
| Max. vermogen (gemeten)   | 73,5 kW/100 pk                                                     | 64 kW/87 pk                                                        |                                                                    |                                                                    |                                                                    |                                                                    |                                                                    |                                                                    |  |  |
| Max. koppel (opgegeven)   | 95 Nm                                                              | 97 Nm                                                              | 97 Nm                                                              | 97 Nm                                                              | 97 Nm                                                              | 97 Nm                                                              | onbekend                                                           | 97 Nm                                                              |  |  |
| Max. koppel (gemeten)     | 110 Nm                                                             | 108 Nm                                                             |                                                                    |                                                                    |                                                                    |                                                                    |                                                                    |                                                                    |  |  |
| Topsnelheid               | 215 km/h                                                           | 195 km/h                                                           | 197 km/h                                                           | 196 km/h                                                           | 225 km/h                                                           | 225 km/h                                                           | onbekend                                                           | 225 km/h                                                           |  |  |
| Aandrijving               | cardanaandrijving                                                  | cardanaandrijving                                                  | cardanaandrijving                                                  | cardanaandrijving                                                  | cardanaandrijving                                                  | cardanaandrijving                                                  | cardanaandrijving                                                  | cardanaandrijving                                                  |  |  |
| Rijwielgedeelte           | Driedelig rudimentair buisframe met motorblok als dragend gedeelte | Driedelig rudimentair buisframe met motorblok als dragend gedeelte | Driedelig rudimentair buisframe met motorblok als dragend gedeelte | Driedelig rudimentair buisframe met motorblok als dragend gedeelte | Driedelig rudimentair buisframe met motorblok als dragend gedeelte | Driedelig rudimentair buisframe met motorblok als dragend gedeelte | Driedelig rudimentair buisframe met motorblok als dragend gedeelte | Driedelig rudimentair buisframe met motorblok als dragend gedeelte |  |  |
| Leeg gewicht              | 239 kg                                                             | 242 kg                                                             | 235 kg                                                             | 282 kg                                                             | 229 kg                                                             | 229 kg                                                             | ca. 220 kg                                                         | 229 kg                                                             |  |  |
| Max. totaalgewicht        | 450 kg                                                             | 450 kg                                                             | 450 kg                                                             | 490 kg                                                             | 450 kg                                                             | 450 kg                                                             | N.v.t.                                                             | 450 kg                                                             |  |  |
| Tankinhoud                | 23 liter                                                           | 25 liter                                                           | 21 liter                                                           | 26 liter                                                           | 18 liter                                                           | 18 liter                                                           | 18 liter                                                           | 18 liter                                                           |  |  |
| Voorganger                | R 100 RS Mono                                                      | R 100 GS                                                           | R 100 R                                                            | R 100 RT Mono                                                      | R 100 CS                                                           | geen                                                               | geen                                                               | geen                                                               |  |  |
| Opvolger                  | R 1150 RS                                                          | R 1150 GS                                                          | R 1150 R                                                           | R 1150 RT                                                          | R 1200 S                                                           | geen                                                               | K 1200 R Power Cup Racer R 1200 S SportBoxer                       | geen                                                               |  |  |